# Bismarck-tårn
Bismarck-tårne er en tysk form for monumenter til minde om statsmanden, rigskansler Otto von Bismarck. Der blev bygget omkring 250 af disse tårne i tiden mellem Tysklands samling og nazisternes magtovertagelse. De blev bygget i forskellige stilarter i fire kontinenter: (Australien, Sydamerika, Afrika og Europa). Af de 250 er omtrent 175 tilbage. Der står otte i Slesvig-Holsten.
Arkitekterne var bl.a. Wilhelm Kreis, der byggede omkring halvtreds, og Bruno Schmitz. Billedhuggerne var bl.a. Hugo Lederer og Franz Metzner.

## Knivsbjergtårnet
Et af Bismarck-tårnene var Knivsbjergtårnet på Knivsbjerg ved Aabenraa. Det blev bygget mellem 1895 og 1901 under det datidige tyske herredømme. Med sin højde på 45 meter blev det et af de største monumenter i det daværende tyske rige.
Tårnet blev rejst af foreningen Knivsberggesellschaft, der på initiativ af pastor Jessen i Sønder Vilstrup havde erhvervet Knivsbjerg i 1893 for at afholde årlige folkefester for Nordslesvigs tyske befolkning. Den første var indvielsen af pladsen 15. juli 1894.
I betingelserne for arkitektkonkurrencen om tårnet stod der, at det skulle være et "nationalt monument over generhvervelsen af den tyske Nordmark" og at der af hensyn til folkefesterne skulle være platform til talere og plads til et 80-mands orkester .
I tårnets niche stod en 7 m høj statue af Bismarck. Over statuen stod der i et bånd rundt om tårnet årstallet 1864 og Bismarck-citatet "WIR DEUTSCHE FÜRCHTEN GOTT, SONST NICHTS AUF DER WELT" (Vi tyskere frygter Gud, ellers intet i Verden). Under statuen fandtes den tyske rigsørn og Slesvig-Holstens våbenskjold samt det slesvig-holstenske slagord Up ewig ungedeelt .
Danske modstandsfolk sprængte tårnet i luften i august 1945.

## Eksterne kilder og henvisninger
- Wikimedia Commons har flere filer relateret til Bismarck-tårn
- Bismarck-tårne og Bismarck-søjler Arkiveret 10. september 2011 hos  Wayback Machine (engelsk)
- Knivsbjerg (tysk)
- Billede Knivsbjergtårnet ved Aabenraa (tysk)